# La Zarza (Valladolid)
La Zarza es un municipio y localidad española de la provincia de Valladolid, en la comunidad autónoma de Castilla y León. Cuenta con una población de 118 habitantes (INE 2024).
Se encuentra geográficamente situado este municipio entre los arroyos del Vallejo y de la Agudilla que llegarán después al río Zapardiel. Su casa Consistorial (de 1877) fue en tiempos pasados la sede de las escuelas. Tiene una iglesia parroquial consagrada a San Silvestre y ostenta una torre cuyo último piso edificado en ladrillo presenta doce vanos de arcos de medio punto. En el edificio de la antigua panera de la calle Real se alberga el Museo de Aperos Santa Eufemia.

## Historia
La Zarza aparece mencionada el 14 de febrero de 1259 cuando el maestre de la Orden de Santiago, Pelayo Pérez Correa, donó a Martín Alfonso de León, hijo del rey Alfonso IX y Teresa Gil de Soverosa, y a su esposa María Méndez de Sousa, varias heredades y propiedades en diferentes lugares, entre ellas, La Zarza.

Et otrosí, vos damos La Sarça con heredat, con vinas, con rendas, con huertos, con bueys, con eglesia e con todo quanto nos y avemos.

En la Crónica de Juan II (fol. 214) se hace una referencia a este lugar. Se cuenta cómo el rey de Navarra junto con el almirante y el conde de Benavente, al mando de 1700 caballos se apoderaron de este sitio donde permanecieron en pie de guerra contra el rey.

La Zarza
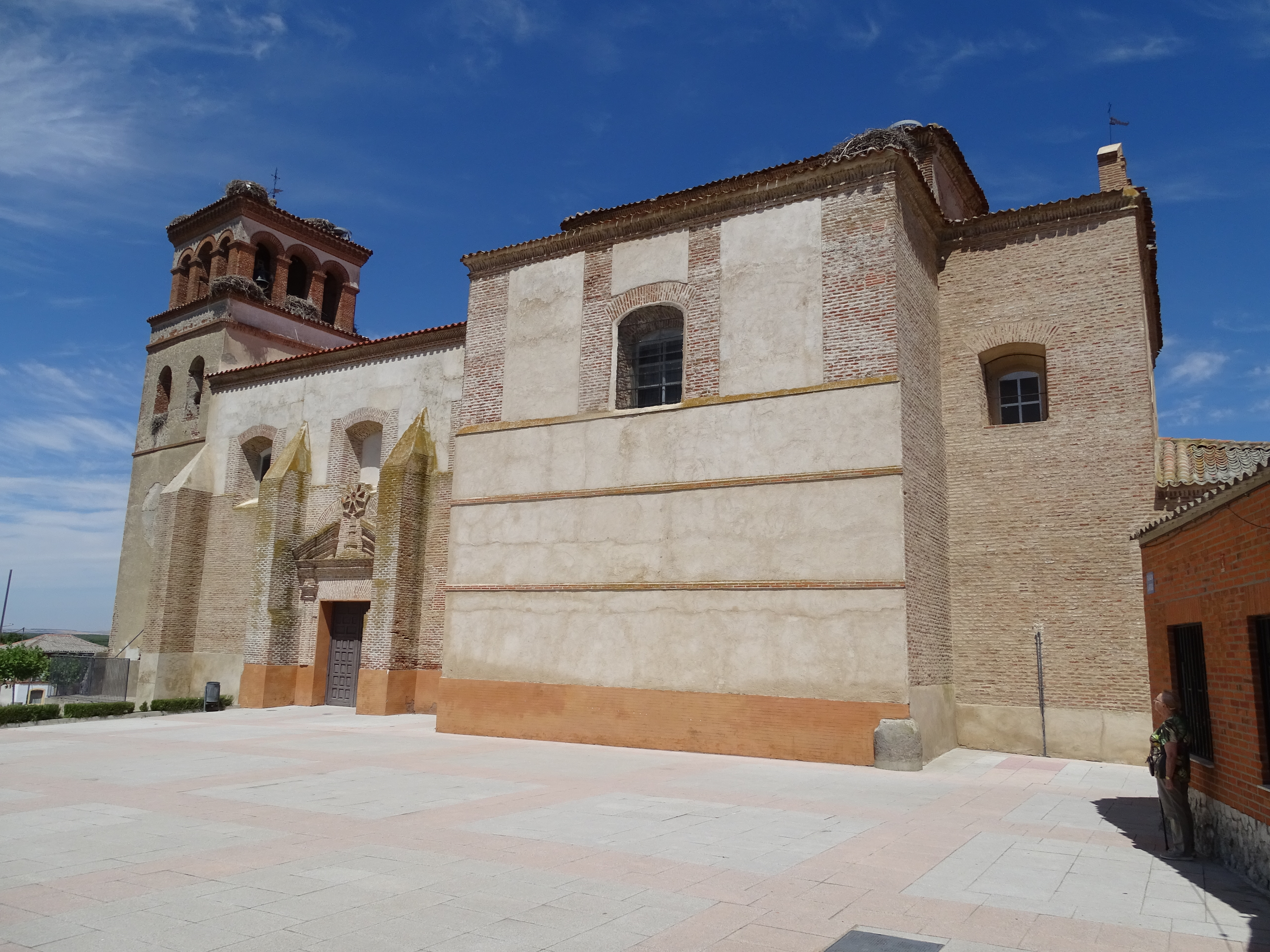
Iglesia parroquial de San Silvestre
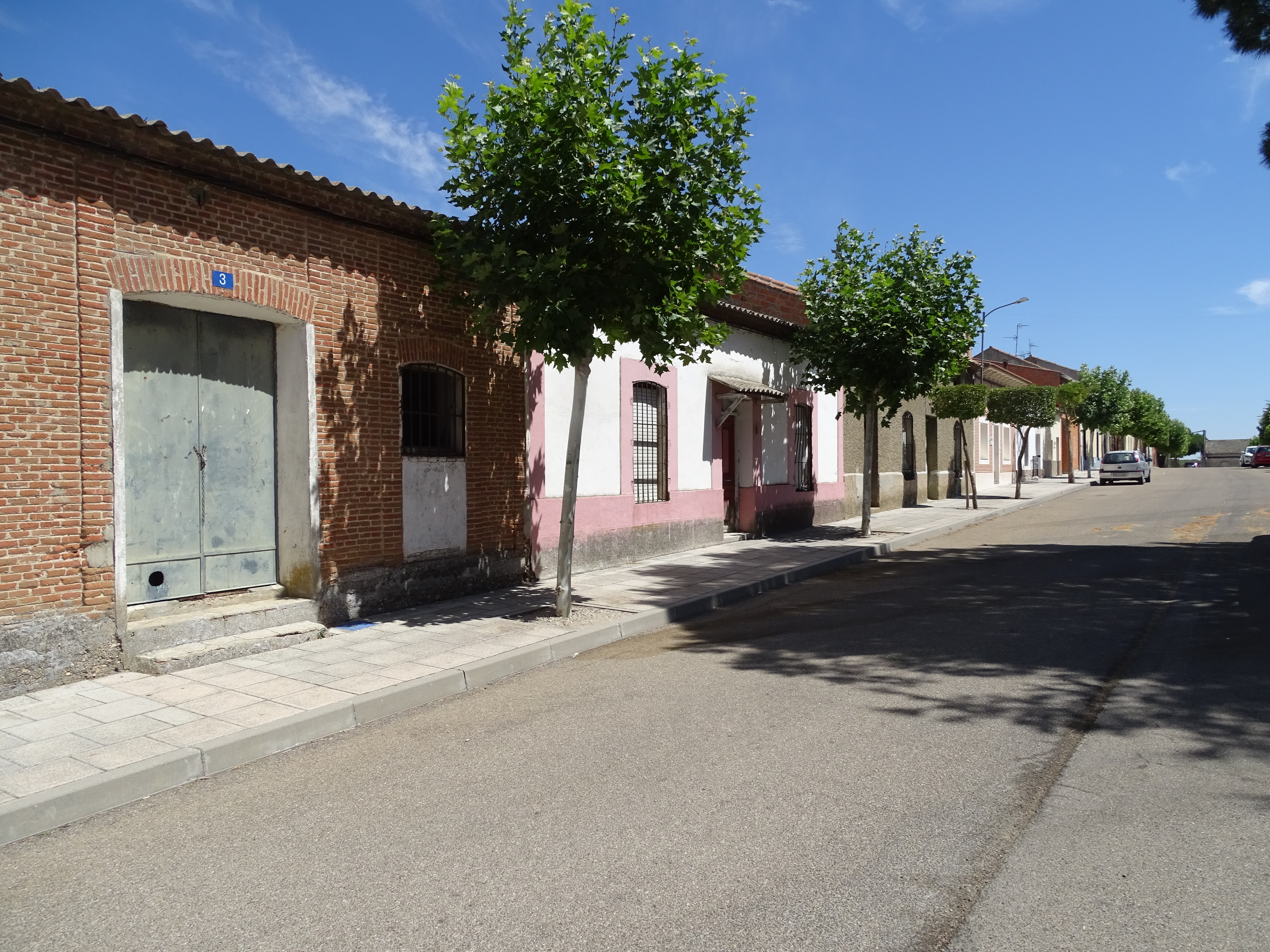
Arquitectura popular

## Geografía humana

### Demografía
Cuenta con una población de 118 habitantes (INE 2024).
| Gráfica de evolución demográfica de La Zarza entre 1842 y 2021                                                        |
| |
| Población de derecho según los censos de población del INE. Población de hecho según los censos de población del INE. |

## La Cabaña de Silva
Es un caserío de origen y tradición antigua vinícola que se encuentra camino del río Adaja. Fue el epónimo que dio nombre a la creación del título nobiliario creado por Alfonso XII de España en abril de 1875. La propiedad perteneció casi durante dos siglos a los vizcondes de Garci-Grande (emparentados con los condes de Cabaña de Silva), encargados de abastecer de vino a los altos cargos de la corte. En el caserío se encuentra una bodega de denominación de origen Rueda.